# São Vicente (Lissabon)
São Vicente is een plaats (freguesia) in de Portugese gemeente Lissabon en telt 13.956 inwoners (2021).

## Indeling
In 2012 werd de freguesia São Vicente gevormd uit de samenvoeging van drie freguesia's.
| Huidige freguesia | Huidige freguesia | Huidige freguesia | Freguesias voor 2012 | Freguesias voor 2012 | Freguesias voor 2012 |
| Freguesia         | Inwoners          | Oppervlakte       | Freguesias           | Inwoners             | Oppervlakte          |
| ----------------- | ----------------- | ----------------- | -------------------- | -------------------- | -------------------- |
| São Vicente       | 15.339            | 1,99 km²          | Graça                | 5.787                | 0,35 km²             |
| São Vicente       | 15.339            | 1,99 km²          | Santa Engrácia       | 5.249                | 0,55 km²             |
| São Vicente       | 15.339            | 1,99 km²          | São Vicente de Fora  | 3.539                | 0,32 km²             |
| Census: 2011      |                   |                   |                      |                      |                      |

| Detailkaart              |
| ------------------------ |
|                          |
| Indeling voor en na 2012 |